# لیگ قهرمانان اقیانوسیه ۱۰–۲۰۰۹
لیگ قهرمانان اقیانوسیه ۱۰–۲۰۰۹ نهمین دوره مسابقات قهرمانی باشگاه‌های اقیانوسیه، مسابقات فوتبال باشگاهی برتر در اقیانوسیه بود که توسط کنفدراسیون فوتبال اقیانوسیه (اواف‌سی) سازماندهی شد و چهارمین فصل با نام فعلی لیگ قهرمانان اقیانوسیه بود. مسابقات توسط ۸ تیم از ۷ فدراسیون برگزار شد. تیم‌ها به ۲ گروه ۴ تیمی تقسیم شدند و برنده هر گروه در فینال با یکدیگر مسابقه دادند تا نماینده اقیانوسیه در جام باشگاه‌های جهان ۲۰۱۰ را مشخص کنند. تعداد تیم‌ها از ۶ تیم در دوره قبلی به ۸ تیم افزایش یافت.
هیکاری یونایتد از پاپوآ گینه نو قهرمان مسابقات شد و تبدیل به اولین باشگاهی شد که خارج از نیوزیلند و استرالیا، برنده لیگ قهرمانان اقیانوسیه می‌شود.

## شرکت کنندگان
| انجمن          | تیم            | نحوه صعود                                                     |
| -------------- | -------------- | ------------------------------------------------------------- |
| فیجی           | لائوتوکا       | قهرمان لیگ برتر فیجی ۲۰۰۹                                     |
| کالدونیای جدید | مجنتا          | قهرمان سوپر لیگ کالدونیای جدید ۰۹–۲۰۰۸                        |
| نیوزیلند       | اوکلند سیتی    | قهرمان مسابقات قهرمانی فوتبال نیوزیلند ۰۹–۲۰۰۸                |
| نیوزیلند       | ویتاکر یونایتد | رتبه اول جدول رده‌بندی مسابقات قهرمانی فوتبال نیوزیلند ۰۹–۲۰۰۸ |
| پاپوآ گینه نو  | هیکاری یونایتد | قهرمان لیگ فوتبال ملی پاپوآ گینه نو ۰۹–۲۰۰۸                   |
| جزایر سلیمان   | ماریست         | قهرمان مسابقات فوتبال باشگاهی ملی جزایر سلیمان ۰۹–۲۰۰۸        |
| تاهیتی         | مانو اورا      | قهرمان لیگ ۱ تاهیتی ۰۹–۲۰۰۸                                   |
| وانواتو        | تافئا          | قهرمان جام وی‌اف‌اف برد ۲۰۰۹                                    |

## مرحله گروهی

### گروه A
| تیم            | بازی | برد | مساوی | باخت | گل زده | گل خورده | گل تفاضل | امتیاز |  | WAI | AUC | MAG | MAN |
| -------------- | ---- | --- | ----- | ---- | ------ | -------- | -------- | ------ |  | --- | --- | --- | --- |
| ویتاکر یونایتد | ۶    | ۳   | ۳     | ۰    | ۱۵     | ۶        | ۹+       | ۱۲     |  | —   | ۱–۱ | ۴–۱ | ۲–۰ |
| اوکلند سیتی    | ۶    | ۳   | ۳     | ۰    | ۱۳     | ۵        | ۸+       | ۱۲     |  | ۲–۲ | —   | ۲–۱ | ۵–۰ |
| مجنتا          | ۶    | ۱   | ۳     | ۲    | ۱۳     | ۱۰       | ۳+       | ۶      |  | ۱–۱ | ۱–۱ | —   | ۸–۱ |
| مانو اورا      | ۶    | ۰   | ۱     | ۵    | ۳      | ۲۳       | ۲۰−      | ۱      |  | ۱–۵ | ۰–۲ | ۱–۱ | —   |

| تیم ۱          | نتیجه | تیم ۲          |
| -------------- | ----- | -------------- |
| اوکلند سیتی    | ۵–۰   | مانو اورا      |
| مجنتا          | ۱–۱   | ویتاکر یونایتد |
| ویتاکر یونایتد | ۲–۰   | مانو اورا      |
| اوکلند سیتی    | ۲–۱   | مجنتا          |
| ویتاکر یونایتد | ۱–۱   | اوکلند سیتی    |
| مانو اورا      | ۱–۱   | مجنتا          |
| مانو اورا      | ۰–۲   | اوکلند سیتی    |
| ویتاکر یونایتد | ۴–۱   | مجنتا          |
| مجنتا          | ۱–۱   | اوکلند سیتی    |
| مانو اورا      | ۱–۵   | ویتاکر یونایتد |
| مجنتا          | ۸–۱   | مانو اورا      |
| اوکلند سیتی    | ۲–۲   | ویتاکر یونایتد |

### گروه B
| تیم            | بازی | برد | مساوی | باخت | گل زده | گل خورده | گل تفاضل | امتیاز |  | HEK | LAU | TAF | MAR |
| -------------- | ---- | --- | ----- | ---- | ------ | -------- | -------- | ------ |  | --- | --- | --- | --- |
| هیکاری یونایتد | ۶    | ۴   | ۱     | ۱    | ۱۵     | ۷        | ۸+       | ۱۳     |  | —   | ۱–۲ | ۴–۰ | ۲–۱ |
| لائوتوکا       | ۶    | ۴   | ۰     | ۲    | ۱۲     | ۶        | ۶+       | ۱۲     |  | ۰–۱ | —   | ۱–۲ | ۳–۰ |
| تافئا          | ۶    | ۲   | ۲     | ۲    | ۸      | ۱۱       | ۳−       | ۸      |  | ۳–۳ | ۱–۳ | —   | ۰–۰ |
| ماریست         | ۶    | ۰   | ۱     | ۵    | ۳      | ۱۴       | ۱۱−      | ۱      |  | ۱–۴ | ۱–۳ | ۰–۲ | —   |

| تیم ۱          | نتیجه | تیم ۲          |
| -------------- | ----- | -------------- |
| تافئا          | ۳–۳   | هیکاری یونایتد |
| ماریست         | ۱–۳   | لائوتوکا       |
| ماریست         | ۰–۲   | تافئا          |
| هیکاری یونایتد | ۱–۲   | لائوتوکا       |
| لائوتوکا       | ۱–۲   | تافئا          |
| هیکاری یونایتد | ۲–۱   | ماریست         |
| هیکاری یونایتد | ۴–۰   | تافئا          |
| لائوتوکا       | ۳–۰   | ماریست         |
| تافئا          | ۰–۰   | ماریست         |
| لائوتوکا       | ۰–۱   | هیکاری یونایتد |
| ماریست         | ۱–۴   | هیکاری یونایتد |
| تافئا          | ۱–۳   | لائوتوکا       |

## فینال
| تیم ۱          | نتیجه‌نهایی | تیم ۲          | بازی رفت | بازی برگشت |
| -------------- | ---------- | -------------- | -------- | ---------- |
| هیکاری یونایتد | ۴–۲        | ویتاکر یونایتد | ۳–۰      | ۱–۲        |

| هیکاری یونایتد                      | ۳–۰    | ویتاکر یونایتد |
| ----------------------------------- | ------ | -------------- |
| کما جک ۲۷'، ۷۳' · آلیک مائه‌مائه ۴۹' | Report |                |

| ویتاکر یونایتد                   | ۲–۱    | هیکاری یونایتد |
| -------------------------------- | ------ | -------------- |
| نیل امبلن ۳' · برنت فیشر ۸۴' (پ) | Report | کما جک ۳۵' (پ) |

| قهرمان لیگ قهرمانان اقیانوسیه ۱۰–۲۰۰۹ |
| ------------------------------------- |
| هیکاری یونایتد اولین قهرمانی          |